# Rudolf Stoiber
Rudolf Stoiber (* 29. August 1925 in Steyr, Oberösterreich; † 19. Februar 2013 in Porto, Portugal) war der erste österreichische Rundfunkkorrespondent in den Vereinigten Staaten. Er veröffentlichte auch verschiedene Jugend- und Sachbücher und einen Roman.

## Leben
Bald nach seiner Geburt übersiedelte Rudolf Stoiber mit seiner Familie nach Ybbs an der Donau (Niederösterreich). Später besuchte er die Neulandschule in Wien. 1942 begann er seine Schauspielkarriere in der Hörspielabteilung beim Reichssender Wien und trat im Theater in der Josefstadt und im Theater der Jugend auf. Er war Mitbegründer und Chefredakteur der Kinderzeitschrift Der Goldene Wagen.
1948 machte er eine Studienreise in die USA und nach Kanada. 1952 wanderte er mit Stefan, einem Delikatessenverkäufer und Partner für 10 Jahre, nach Kanada aus, wo er die „Deutschen Kammerspiele Montreal“ gründete und leitete. 1955 übersiedelte er in die Vereinigten Staaten nach New York City.
Bald lernte er das schwule Nachtleben von Harlem kennen. Im Februar 1970 starb sein geliebter Vater, was ein schwerer Schlag für ihn war. Freunde überredeten ihn mit ihnen auszugehen, wo er bei  I Got Love von Melba Moore den Designer Steve Jones kennenlernte, der sein Lebensgefährte und 2011 sein Ehemann wurde.
Bis 1980 arbeitete er als Korrespondent für den österreichischen Rundfunk (Radio und Fernsehen). Gegen die damals üblichen Gepflogenheiten erhielt er vom Generalintendanten die Ausnahmegenehmigung seinen Bart behalten zu dürfen, einen Henriquatre, der bei anderen Assoziationen zu Mephisto oder Don Juan auslöste.
In dieser Zeit interviewte er sämtliche amerikanischen Präsidenten und alle Generalsekretäre der UNO. Er arbeitete auch für die Austria Presse Agentur (APA) und war als Bühnenproduzent tätig, unter anderem für eine Europa-Tournee von James Baldwins „Amen Corner“.
Nach seinem Ausscheiden aus dem ORF schrieb er für verschiedene Zeitschriften wie beispielsweise „Wiener“ und „profil“ und veröffentlichte Sachbücher. 2007 erschien sein Roman „Fridolin“. Ein weiterer Roman, "D'Alt Vila", ist bisher unveröffentlicht.

## Werke
Jugendromane:
- 220 Millionen und einer. Verlag Jungbrunnen, Wien 1951
- Hunger nach Land. Waldheim-Eberle, 1952
- Das Geheimnis des schwimmenden Hotels. Verlag Jungbrunnen, 1954
- Das Geheimnis auf Kanal 6. Verlag Jungbrunnen, Wien 1959
- Familie Menschheit. Verlag Jungbrunnen, Wien 1959
- Die harte Straße. Verlag Jungbrunnen, Wien 1959, 2. Auflage

Sachbücher:
- Tagebuch aus Kaprun. Verlag Jungbrunnen, Wien 1955, 2. bearbeitete Auflage
- Stephanie von Hohenlohe. Herbig, München 1988
- Der Spion, der Hitler sein wollte. Zsolnay, Wien 1989

Roman:
- Fridolin. Erfundene Erinnerungen. Löcker, Wien 2007

Dokumentarfilm:
- Erinnerungen an Österreich. ORF 1978

## Dokumentarfilme
- Stand Up Man, Österreich 2007, Regie: Herbert Krill
- Warme Gefühle – Vier Liebesgeschichten aus Österreich, Österreich 2012, Film von Katharina Miko und Raffael Frick